# Miloš Fišera
Miloš Fišera (né le 17 février 1950 à Vrchlabí) est un coureur cycliste tchécoslovaque. Spécialisé en cyclo-cross, il a été champion du monde amateurs en 1981 et 1982.

## Palmarès

### Palmarès en cyclo-cross
- 1972
  -  Médaillé d'argent du championnat du monde amateurs
  - 2e du championnat de Tchécoslovaquie de cyclo-cross
- 1973
  -  Champion de Tchécoslovaquie de cyclo-cross
  - 6e du championnat du monde amateurs
- 1974
  - 2e du championnat de Tchécoslovaquie de cyclo-cross
- 1976
  - 3e du championnat de Tchécoslovaquie de cyclo-cross
  - 7e du championnat du monde amateurs
- 1977
  -  Champion de Tchécoslovaquie de cyclo-cross
  - 5e du championnat du monde amateurs
- 1978
  -  Champion de Tchécoslovaquie de cyclo-cross
  - 9e du championnat du monde amateurs
- 1979
  -  Champion de Tchécoslovaquie de cyclo-cross
- 1981
  -  Champion du monde amateurs
  -  Champion de Tchécoslovaquie de cyclo-cross
- 1982
  -  Champion du monde amateurs
- 1983
  - 6e du championnat du monde amateurs
- 1988
  - Grand Prix Adrie van der Poel

### Palmarès sur route
- 1977
  - GP ZTS Dubnica nad Váhom

## Récompenses
- Cycliste tchécoslovaque de l'année : 1981 et 1982